# S3 미사일
S3 미사일은 프랑스의 지상형 중거리 핵탄도 미사일(IRBM, 중거리탄도유도탄)이다. S2 미사일의 후속버전이다.

## 역사
1980년 실전배치되어 1996년에 퇴역했다. 40발이 생산되어 13발이 테스트에 사용되었다.
무게 25.8톤, 사거리 3,500 km, 2단 고체연료 로켓을 사용하며, 1단의 추력은 4개 노즐에 54.4톤(534 kN, 120,000 lbf)이다. 즉 추력 13.6톤(30,000 lbf) 고체로켓 4개를 묶었다. 1.2 메가톤 TN-61 열핵탄두 1개를 탑재했다. TN-61 수소폭탄은 무게 275-375 kg이며, 대기권 재진입체를 포함하면 700 kg이다.
1994년까지 S3는 사거리 6,000 km인 3단 고체연료 M45 SLBM의 지상형 버전으로 교체될 계획이었으나 취소되었다. 2005년까지 S3는 사거리 10,000 km인 3단 고체연료 M5 SLBM의 지상형 버전으로 교체될 계획이었으나 역시 취소되었다.
1996년 8월 생 크리스톨 공군기지에 위치한 18개의 S3D 미사일 사일로가 퇴역했다. 프랑스는 지상형 핵미사일 사용을 중단하고, 오직 잠수함의 SLBM만을 실전배치하기로 했다.
러시아 수도 모스크바에서 프랑스 본토의 가장 먼 곳까지 거리가 3,000 km이다. 생 크리스톨에서 모스크바는 2,600 km이다.
지상형 핵미사일은 제1격(핵선제공격)의 수단이며, 잠수함용 SLBM은 제2격(핵보복공격)의 수단이다. 프랑스가 러시아에 대해 핵선제불사용 정책을 채택했다는 의미이다.

## 같이 보기
- M5 SLBM
- 무수단 미사일 - 북한의 2단 고체연료 중거리 핵탄도 미사일